# 가경고고학연구소
가경고고학연구소는 문화재의 조사․발굴․보호․보존 및 그에 관한 연구를 통해 민족문화의 우수성을 선양하고, 새로운 문화창조에 기여함을 목적으로 2009년 3월 18일 설립된 문화체육관광부 소관의 재단법인이다. 사무실은 충청남도 천안시 서북구 백석공단1로 10, A913호 (백석동, 천안미래에이스하이테크시티)에 있다.

## 주요 사업
- 문화재 현황 조사 및 연구
- 매장문화재 문화유적 조사 및 연구
- 문화재 보호․보존에 대한 연구
- 문화재와 관련한 학술행사 개최 및 연구서 발간
- 문화재와 관련된 전문인력 지원사업 및 양성을 위한 교육
- 문화재에 대한 자문 및 위탁 등 관련사업
- 기타 본 연구소의 목적을 달성하기 위해 필요한 사업